# キーウィ銀行

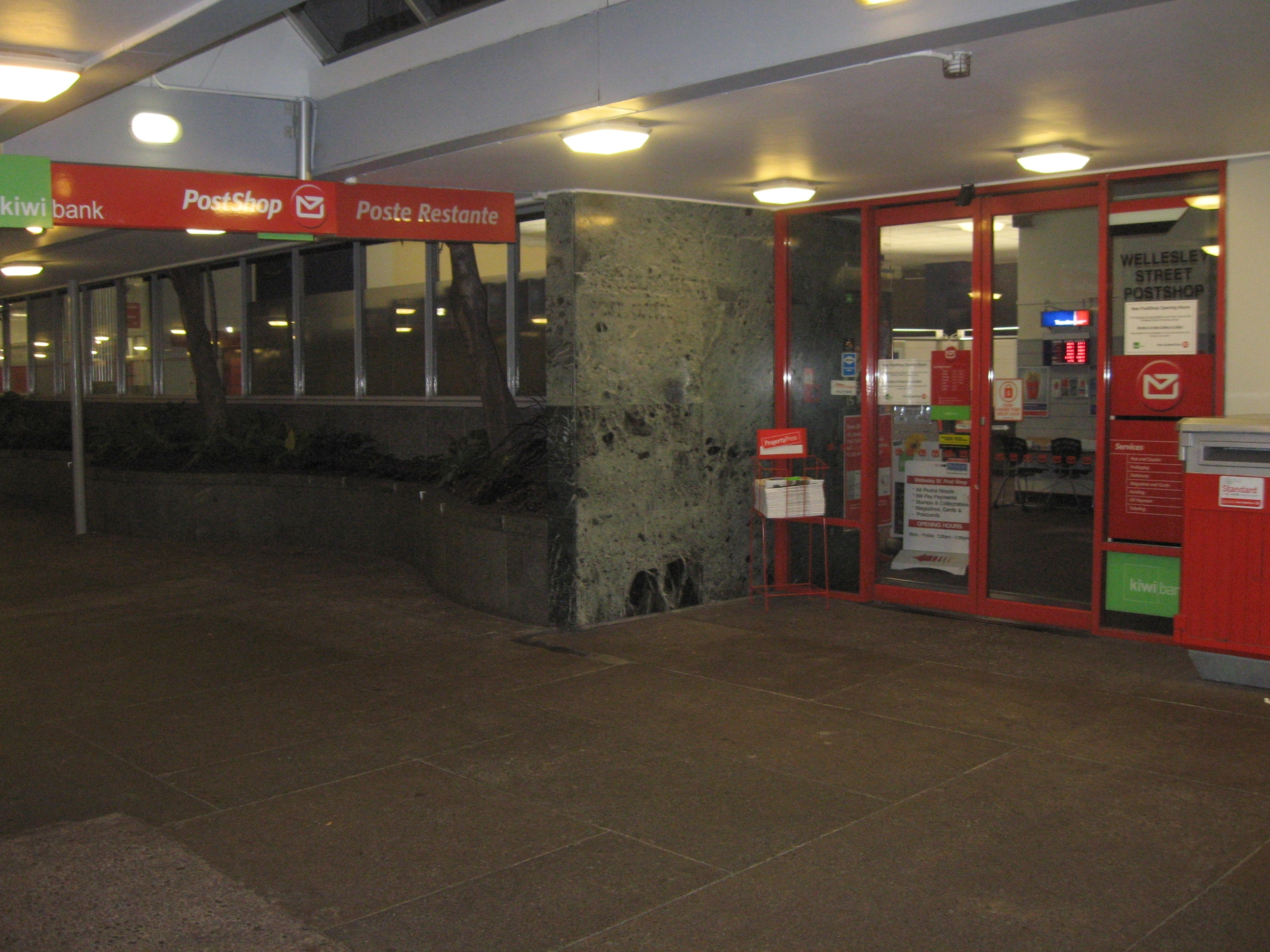
郵便局に併設されているキーウィ銀行　キウイフルーツと同じ緑色のロゴデザインを採用している

キーウィ銀行（英称：Kiwibank）は、ニュージーランドの銀行。ニュージーランド・ポスト社傘下で運営される銀行。

## 概説
ニュージーランド労働党と旧連合党（Alliance）との連立政権により2002年に設立。ニュージーランド政府所有の銀行。第35代ニュージーランド首相を務めたジム・ボルジャーが会長を務める（ボルジャーはニュージーランド・ポスト社会長を兼務）。
主な営業基盤は中間所得層から低所得層向け個人融資・銀行業務、中小企業向け融資、住宅ローン業務、生命保険業務、国際送金業務等を扱い、一部店舗では外国通貨の両替も可能。全国300を超えるニュージーランド・ポスト社（郵便局）の店舗を利用し営業活動を行い、民間金融機関よりも低い手数料を強みにしている。
民間調査会社のロイ・モーガンの2007年度の調査では、オーストラリアの4大銀行グループ（オーストラリア・コモンウェルス銀行、オーストラリア・ニュージーランド銀行、ナショナルオーストラリア銀行、ウエストパック銀行）を超える顧客満足度を獲得している。サンデー・スタータイムズ社発表の「CANSTAR最優秀銀行部門賞」を5年連続受賞（2006年 - 2010年）。

## 歴史
- 2002年2月 - 7支店で業務を開始　同年7月までに支店数を230に伸ばす
- 2003年 - 147,000口座を開設し支店数を285に伸ばす
- 2004年 - 250,000口座を開設し支店数を301に伸ばす
- 2005年 - 中小企業向け融資を開始
- 2006年 - 住宅債権会社ニュージーランド・ホームローンの株式51%を取得
- 2006年 - モバイルバンキングを導入
- 2006年 - サンデー・スタータイムズ社「CANSTAR最優秀銀行部門賞」を初受賞
- 2007年 - 香港上海銀行ホールディングス(HSBC)より住宅ローン債権を購入
- 2008年 - 1人100万ドルまでの政府保証の承認
- 2009年 - 650,000口座を開設　キーウィ・グループ・ホールディングスを設立しキーウィ銀行、キーウィ保険、ニュージーランド・ホームローンを傘下に置く
- 2009年 - 英国の経済誌“The Banker”発表「ニュージーランド最優秀銀行賞」を受賞
- 2010年 - The Banker「ニュージーランド最優秀銀行賞」を2年連続受賞